# 代特瑙爾巴赫河
47°28′37″N 8°41′57″E / 47.47697°N 8.69913°E
代特瑙爾巴赫河是瑞士的河流，位於該國北部，流經蘇黎世州，屬於霍恩巴赫河的左支流，河道全長1.6公里，河畔城鎮有溫特圖爾。